# James Paul Chapin

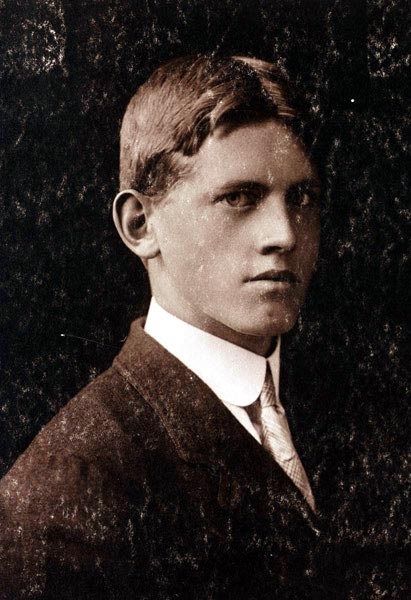
James Paul Chapin 1904

James Paul Chapin (* 9. Juli 1889 in New York City; † 7. April 1964 ebenda) war ein US-amerikanischer Ornithologe. Er nahm an zahlreichen Expeditionen in den Belgisch-Kongo teil und beschrieb die Vogelwelt des Gebietes in seinem Werk Birds of the Belgian Congo von 1932 bis 1954, das eines der wichtigsten Werke auf dem Gebiet der afrikanischen Ornithologie darstellt. Darüber hinaus engagierte er sich seit seiner Jugend als Mitarbeiter des American Museum of Natural History, zu dessen ornithologischer Sammlung er mit mehreren tausend Exponaten beitrug.

## Leben

### Kindheit und Jugend (1889–1908)
James Paul Chapin wurde am 9. Juli 1889 als Sohn von Gilbert Granger und Nano Chapin in Manhattan geboren und wuchs in Staten Island auf, wohin seine Familie 1892 zog. Auf der damals noch sehr ländlichen Insel vor New York entwickelte er ein Interesse für die Natur. Der Direktor seiner High School, ein Amateurornithologe, gab Chapin Birdlife und das Handbook of North American Birds von Frank Chapman zu lesen. Im Alter von 15 Jahren wurde er Mitglied der Natural Science Association of Staten Island, in deren Newsletter er bis 1909 zahlreiche Meldungen und Notizen veröffentlichte. Nach seinem Abschluss der High School 1905 entschloss sich Chapin zunächst gegen ein College-Studium und nahm stattdessen eine Arbeitsstelle im American Museum of Natural History in Manhattan an, wo er sich der Pflege der Präparate widmete. Im Jahr darauf ging er an die Columbia University und studierte dort Biologie.

### Kongo-Expedition (1909–1915)
Während Chapins zweiten Studienjahres präsentierte das American Museum of Natural History eine Ausstellung ethnologischer Exponate aus dem damaligen Belgisch-Kongo, die ihm von König Leopold II. zur Verfügung gestellt wurden. Zu diesem Anlass schlug das Präsidium des Museums Leopold II. eine naturwissenschaftliche Expedition in den belgischen Kongo unter Leitung von Herbert Lang vor, dem Leiter der Präparat-Abteilung des Museums, der bereits früher Forschungsreisen nach Ostafrika unternommen hatte. Lang zeigte sich einverstanden, wollte die Leitung jedoch nicht allein übernehmen. Er fragte deshalb beim damals neunzehnjährigen Chapin an, der sich sofort bereit erklärte, teilzunehmen.

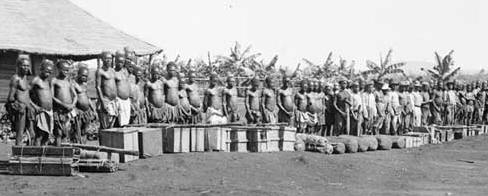
Die Träger der Kongo-Expedition

Die American Museum Congo Expedition nahm insgesamt fünfeinhalb Jahre in Anspruch. Obgleich sich Lang und Chapin durchaus gut verstanden, trennten sie sich zeitweilig  bis zu einem Jahr und arbeiteten in unterschiedlichen Gebieten, um anschließend wieder zusammenzutreffen. Die im belgischen Kongo gesammelten Stücke umfassten rund 5.800 Säugetiere, 6.400 Vögel, 4.800 Reptilien und Amphibien, 6.000 Fische und über 100.000 Wirbellose, dazu 3.800 anthropologische Exponate und ethnografische Dokumente, vor allem von Lang angefertigte Fotografien der Bevölkerung. Insgesamt kamen so über 126.000 Exponate und 9.890 fotografische Negative zusammen, sowie rund 300 Aquarellzeichnungen von beobachteten Arten. Darüber hinaus dokumentierten Lang und Chapin ihre Funde detailliert mit Notizen, Beschreibungen und Messungen.
Dabei entwickelte sich vor allem der Transport der Stücke zu einem Problem. Zunächst wurden einige in Medje, Niangara, Avakubi und Faradje zwischengelagert. Von letzterem musste sie von Einheimischen in einem 65 Tage dauernden Fußmarsch nach Stanleyville, die nächste Hafenstadt, transportiert werden, da die Präparate beim Transport mit Einbäumen über den Wasserweg beschädigt worden wären und die Nilroute aufgrund einer Schlafkrankheitsepidemie versperrt war. Zudem weigerten sich die Einheimischen, länger als sechs Tage als Träger zu arbeiten, im Regenwald kehrten sie bereits nach ein paar Tagen wieder in ihre Dörfer zurück. Während der Expedition kamen so etwa 38.000 Träger zum Einsatz.

Insgesamt legte die Expedition rund 24.000 km zurück, ohne dass es zu einem größeren Unglück oder Krankheitsfall kam, obgleich der belgische Kongo zu dieser Zeit als besonders gefährliche Region galt. Die Rückkehr von Chapin und Lang 1915 fiel mit dem Beginn des Ersten Weltkrieges zusammen. Befürchtungen, die Ladung könnte beim Transport über den Atlantik U-Booten zum Opfer fallen, erfüllten sich jedoch nicht.

### Erster Weltkrieg, erste Heirat und wissenschaftliche Karriere (1919–1939)
Chapin nahm sein Studium an der Columbia wieder auf und schloss es 1916 mit dem Bachelor ab. Gleichzeitig nahm er seine Arbeit im American Museum of Natural History als ornithologischer Assistent wieder auf. Nach dem Eintritt der Vereinigten Staaten in den Ersten Weltkrieg leistete auch Chapin Militärdienst. Seine Französischkenntnisse befähigten ihn dazu, in der französischen Armee als Quartiersmacher zu dienen, was er von 1917 bis 1919 tat. In dieser Zeit lernte er seine erste Ehefrau Suzanne Drouel kennen, die er am 31. Oktober 1921 heiratete. Mit Drouel hatte er vier Kinder: Mary Louise, Suzanne Caroline, die noch als Kind starb, James Drouel und Pauline Thomas.
Nach seinem Kriegseinsatz kehrte er abermals nach New York zurück und stieg 1923 zum Assistant Curator des American Museum of Natural History auf. Gleichzeitig widmete er sich der Studie der Präparate, die er zusammen mit Lang im Kongo gesammelt hatte und deren Ergebnisse Chapin später in seinem vierbändigen Werk Birds of the Belgian Congo publizierte. Diese Arbeit wurde immer wieder unterbrochen, so etwa durch Studienaufenthalte in den Kanadischen Rocky Mountains, in Panama (1923), auf den Galápagos-Inseln (1930) oder in Polynesien (1934). Auch verfolgte Chapin weiter seine akademische Karriere und schloss 1932 als erster Student mit einem PhD in Field Ornithology ab. Dabei diente ihm die erste Hälfte des ersten Bandes von Birds of the Belgian Congo als Dissertationsschrift. Das Werk und die damit verbundenen Forschungen begründeten seinen späteren Ruhm unter Fachkollegen und brachten ihm zahlreiche Würdigungen ein, so etwa den belgischen Kronenorden, die Daniel Giraud Elliot Medaille der National Academy of Sciences oder die Ehrenmitgliedschaft der British Ornithologists’ Union, der Deutschen Ornithologischen Gesellschaft und des Cercle Zoologique Congolaise.

### Zweiter Weltkrieg, zweite Heirat und Opus Magnum (1939–1964)
1939 ließen sich James Paul und Suzanne Chapin scheiden. Bereits 1940 heiratete er ein zweites Mal: Ruth Trimble, die zuvor Assistant Curator of Birds des Carnegie Museums gewesen war,  arbeitete mit Chapin in der Folge auch auf dem Gebiet der Ornithologie zusammen. Das Office of Strategic Services entsandte Chapin erneut nach Afrika und Ascension, was er abermals für die Erkundung der dortigen Vogelwelt nutzte.
Kurz vor seinem 60. Geburtstag 1949 ging Chapin nach 40 Jahren offiziell in Pension, setzte seine Arbeit für das American Museum of Natural History jedoch fort. 1953 begab er sich zusammen mit Trimble erneut für fünf Jahre in den Osten des Belgisch-Kongo, um sein Opus Magnum über die dortige Vogelwelt zu vollenden, dessen vierter und letzter Band schließlich 1954 erschien. Mit Reginald Ernest Moreau, der sich der Vogelfauna Ostafrikas verschrieben hatte, verband ihn von 1941 bis 1960 ein reger Briefwechsel. Chapin blieb zeit seines Lebens ein Verteidiger der belgischen Kolonialherrschaft im Kongo und stellte sich auch vor Leopold II., trotz der weltweiten Empörung über die Tötung und Verstümmelung tausender Kongolesen unter seiner Herrschaft. In seinen letzten Lebensjahren äußerte sich Chapin tief besorgt über die politische Situation des Kongo, der vom Unabhängigkeitskrieg mit Belgien erschüttert wurde. Gleichzeitig verschlechterte sich seine physische Gesundheit, dennoch hielt er an seiner Arbeit fest und begab sich auch noch am Vortag seines Todes in sein Büro. Am 7. April 1964 starb er in seiner Wohnung in Manhattan.

## Werk

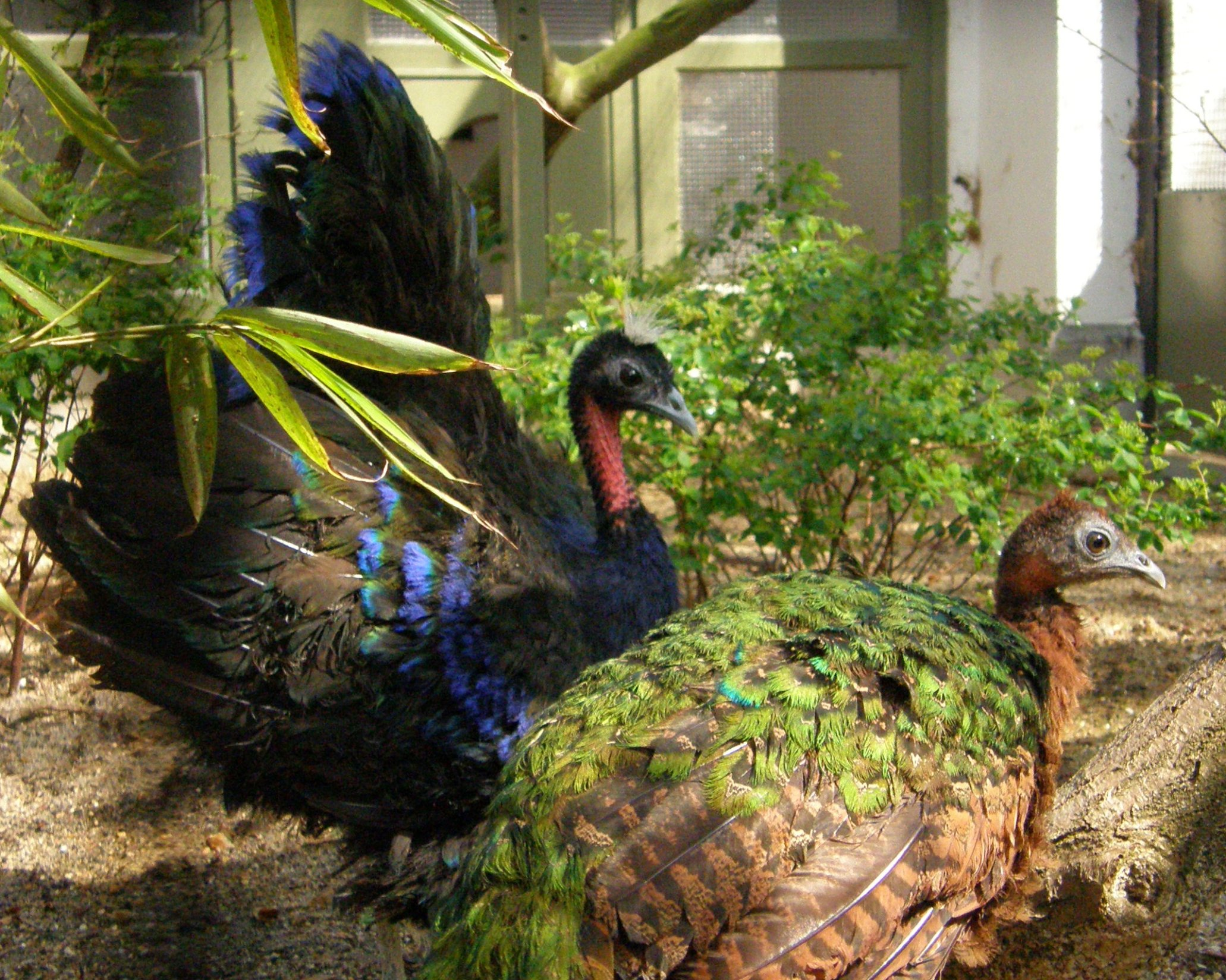
Der Kongopfau (Afropavo congensis) wurde erstmals von James Paul Chapin beschrieben. Zuvor wurde angenommen, es handele sich um Jungtiere des Blauen Pfaus (Pavo cristatus).

Die Bedeutung von Chapins Arbeit liegt vor allem in der Erschließung und Beschreibung der nur spärlich erfassten Vogelwelt des inneren Afrikas. In jahrelanger Arbeit trug er detaillierte Daten über die Vögel des Belgisch-Kongo zusammen. Das fertige Werk umfasste 3055 Seiten, 72 Bildtafeln und 328 weitere Illustrationen. Zusätzlich hinterließ Chapin dem American Museum of Natural History zahllose Notizen, Aufzeichnungen und Kommentare zu dem Werk. Gleichzeitig stellt Birds of the Belgian Congo auch eines der umfangreichsten ornithologischen Werke dar, das allein einer Region gewidmet ist. 

Im Laufe seiner Arbeit beschrieb Chapin auch mehrere bis dahin unbekannte Arten. So fand er 1913 eine Armschwinge eines ihm nicht bekannten Vogels, die er keiner Art zuordnen konnte. Bei einem Forschungsaufenthalt im Koninklijk Museum voor Midden-Afrika 1936 konnte er die Feder zwei Präparaten zuordnen, die dort fälschlicherweise als Jungtiere des Blauen Pfaus (Pavo cristatus) bezeichnet wurden. Chapin konnte jedoch beweisen, dass es sich nicht etwa um im Kongo ausgesetzte Blaue Pfaue, sondern um eine eigene Art, den Kongopfau (Afropavo congensis) handelte. Diese Entdeckung eines sehr großen Vogels erregte zur damaligen Zeit ein ähnliches Aufsehen wie die des Okapi 1901.

## Ehrungen
Chapin erhielt im Laufe seines Lebens zahlreiche Ehrungen, die seine Verdienste um die Wissenschaft würdigten:
- Kronenorden (1930)
- Daniel Giraud Elliot Medal der National Academy of Sciences (1932)
- Offizier des Afrikanischen Sternenordens (1956)
- Ehrenmitgliedschaft des Cercle Zoologique Congolaise, der British Ornithologists’ Union und der Deutschen Ornithologischen Gesellschaft

Auch wurden zahlreiche Arten nach Chapin benannt:
- Chaerephon chapini, eine Bulldoggenfledermaus
- Acanthocleithron chapini, ein Welsartiger
- Chapin-Timalie (Kupeornis chapini)
- Centrarchops chapini, ein Spaltenbarsch
- Zentralafrikanische Pelomeduse (Pelusios chapini)
- Chapins Feinsänger (Apalis chapini)

## Publikationen
- Descriptions of three new birds from the Belgian Congo. 1915.
- Fresh-water fishes of the Congo Basin obtained by the American museum Congo expedition, 1909–1915. 1917.
- Description of four new birds from the Belgian Congo. 1921.
- The American Museum Congo Expedition collection of Insectivora. 1922.
- Sciuridae, Anomaluridae, and Idiuridae collected by the American Museum Congo Expedition. 1922.
- Notes on some birds of tropical Africa, with descriptions of three new forms. In: American Museum novitates. Nr. 56, 9. Februar 1923, S. 1–8 (amnh.org [PDF; 775 kB]).
- Contributions to the herpetology of the Belgian Congo based on the collection of the American Museum Congo Expedition, 1909–1915. 1923.
- The preparation of birds for study; instructions for the proper preparation of bird skins and skeletons for study and future mounting. 1923.
- The macruran, anomuran and stomatopod crustaceans collected by the American Museum Congo Expedition, 1909–1915. 1926.
- The parasitic worms collected by The American Museum of Natural History Expedition to the Belgian Congo, 1909–1914. 1929.
- Fourteen new birds from tropical Africa. In: American Museum novitates. Nr. 570, 23. September 1932, S. 1–28 (amnh.org [PDF; 1,9 MB]).
- Birds of the Belgian Congo. 1932–1954.
- Hyraxes collected by the American Museum Congo Expedition. 1936.
- The future of the American Ornithologists’ Union: a report to the members and friends of the A.O.U. 1942.